# Ford Fairlane
Ford Fairlane ist die Modellbezeichnung mehrerer PKW-Baureihen, die der US-amerikanische Automobilhersteller Ford von 1954 bis 2007 in Nord- und Südamerika sowie in Australien produzierte. Die nordamerikanischen Fairlanes waren im Laufe ihrer Bauzeit in verschiedenen Segmenten positioniert. Die südamerikanischen und australischen Versionen weichen teilweise deutlich von den US-amerikanischen Fairlanes ab.

## Modellbezeichnung
Der Name Fairlane leitet sich von Henry Fords Fair Lane genanntem Anwesen in Dearborne in der Nähe von Detroit, Michigan, ab. Diese Bezeichnung wiederum bezieht sich auf den Ursprung der Familie Ford in einem Landstrich in der Nähe von Cork in Irland.

## Nordamerikanische Fairlanes

### Full-Size

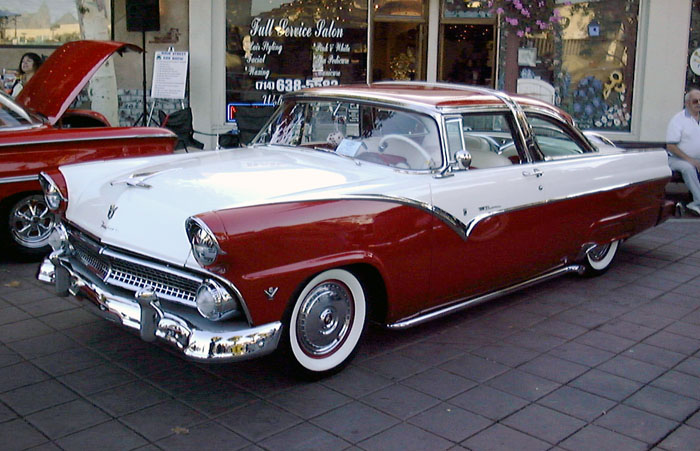
Ford Fairlane Crown Victoria (1955)

1954 bis 1961 wurde unter diesem Namen ein Full-Size Car verkauft. Dieses ersetzte das bisherige Modell Ford Crestline als Spitzenmodell von Ford. 1959 wurde noch über diesem der Ford Galaxie als weitere Ausstattungsreihe eingeführt, von welchem er 1962 dann völlig ersetzt wurde.

### Mittelklasse

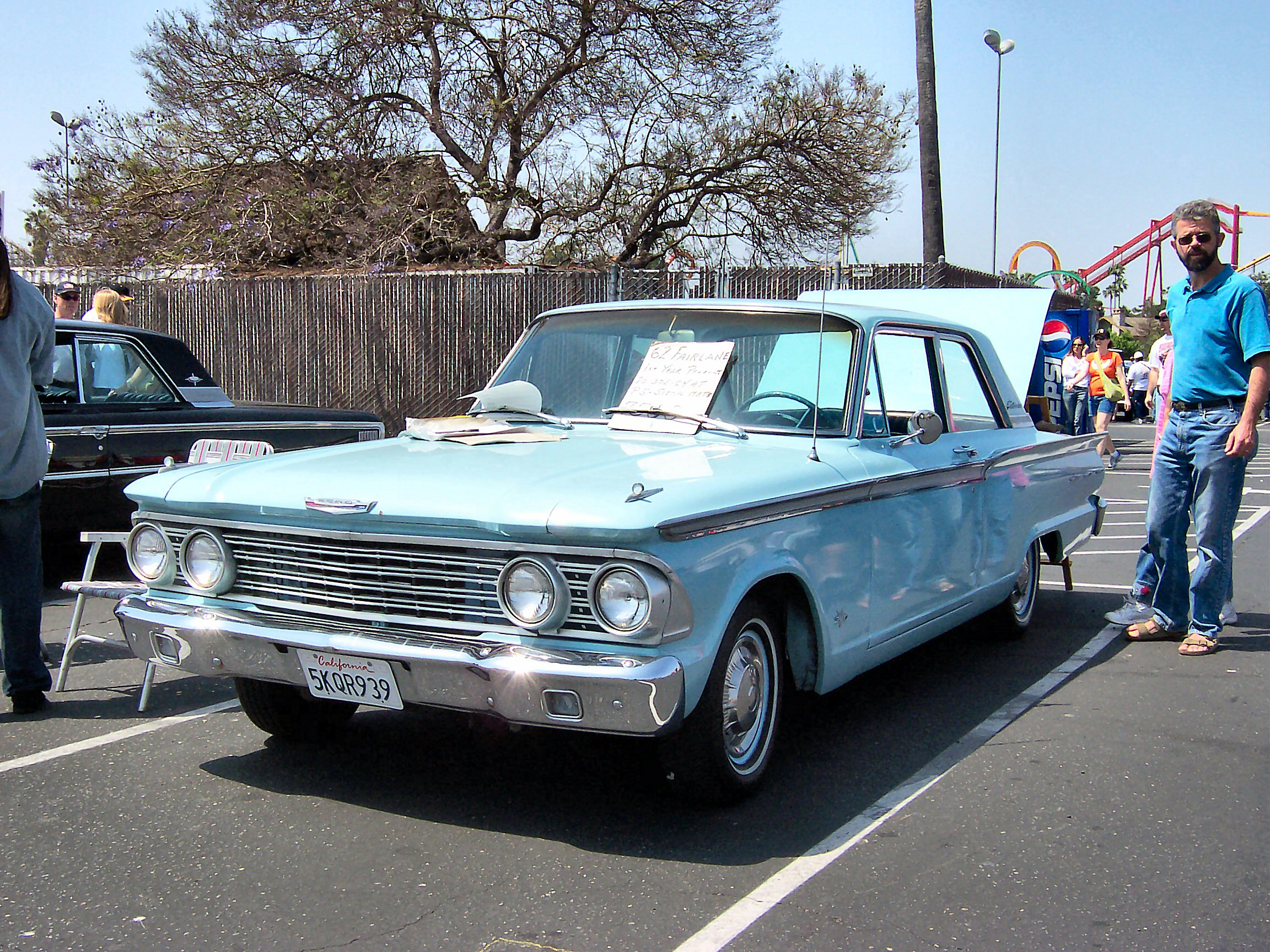
Ford Fairlane (1962)

Mit dem Modelljahr 1960 begannen die US-Hersteller, erstmals auch wesentlich kleinere Autos zu bauen; bei Ford war dies der Ford Falcon. Zwischen diesen und den normalen Modellen fand sich nun eine Lücke, für deren Füllung bei diversen Marken Namen der größeren Modelle wiederverwendet wurde – so bei Ford der Name Fairlane. 1972 wurde der Fairlane schließlich durch den Ford Torino abgelöst; eine Bezeichnung, die zuvor schon für eine Ausstattungslinie des Fairlane Verwendung gefunden hatte.

## Ford Fairlane in Argentinien

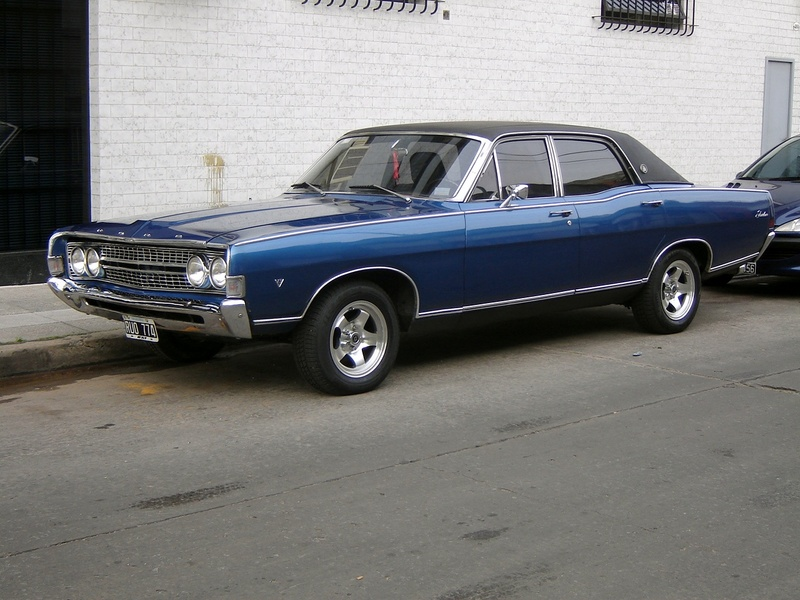
Argentinischer Ford Fairlane

Fords argentinisches Werk in Buenos Aires, das bereits seit 1962 eine lokale Variante des kompakten Falcon produzierte, nahm 1969 eine Variante des nordamerikanischen Fairlane ins Programm auf, die oberhalb des gut 50 cm kürzeren Falcon positioniert war. Der argentinische Fairlane entsprach äußerlich weitgehend dem US-amerikanischen Fairlane des Modelljahrs 1968. Abweichend von den nordamerikanischen Modellen gab es in Argentinien aber weder ein zweitüriges Coupé noch einen Kombi; der argentinische Fairlane war ausschließlich als viertürige Stufenhecklimousine erhältlich. Fahrwerk und Chassis des argentinischen Autos entsprachen ebenfalls der nordamerikanischen Ausführung. Allerdings war der argentinische Fairlane anders motorisiert. Erhältlich waren ein Reihensechszylindermotor mit 3621 cm³ (221 cui) und ein Achtzylinder-V-Motor mit 4782 cm³ (292 cui); beide Motoren gab es in den nordamerikanischen Fairlanes nicht.
Der Fairlane blieb in dieser Form in Argentinien bis 1982 – und damit mehr als 10 Jahre länger als in den USA – im Programm. Er bediente hier wie auch auf südamerikanischen Exportmärkten das Segment der (lokalen) Oberklasse. Der argentinische Fairlane konkurrierte unter anderem mit dem auf das Jahr 1962 zurückgehenden Chevrolet 400 von General Motors und dem Dodge Polara/Coronado von Chrysler, die ebenfalls im Land produziert wurden. 

## Ford Fairlane in Australien

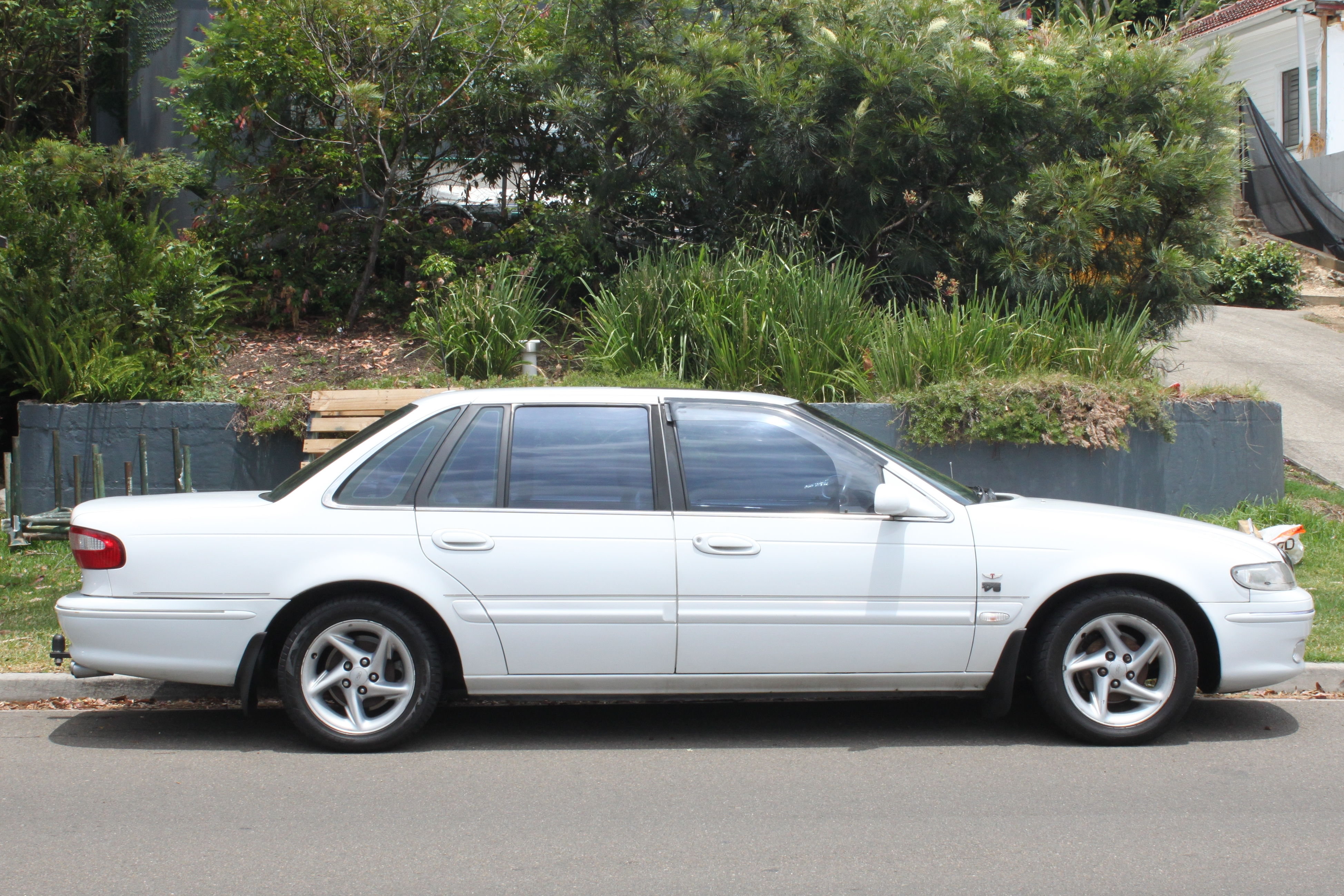
Ford Fairlane (1995/96)

Von 1959 bis 1966 wurde der Fairlane aus den USA nach Australien exportiert; ab diesem Jahr dann dort produziert. Mit der Einstellung des US-Modells 1971 wurde jedoch nicht der Torino eingeführt, sondern ein eigener Fairlane als verlängerter Falcon entwickelt. Dieses Konzept wurde bis 2007 beibehalten, als Ford in Australien die Baureihe komplett einstellte.

## SUV-Studie

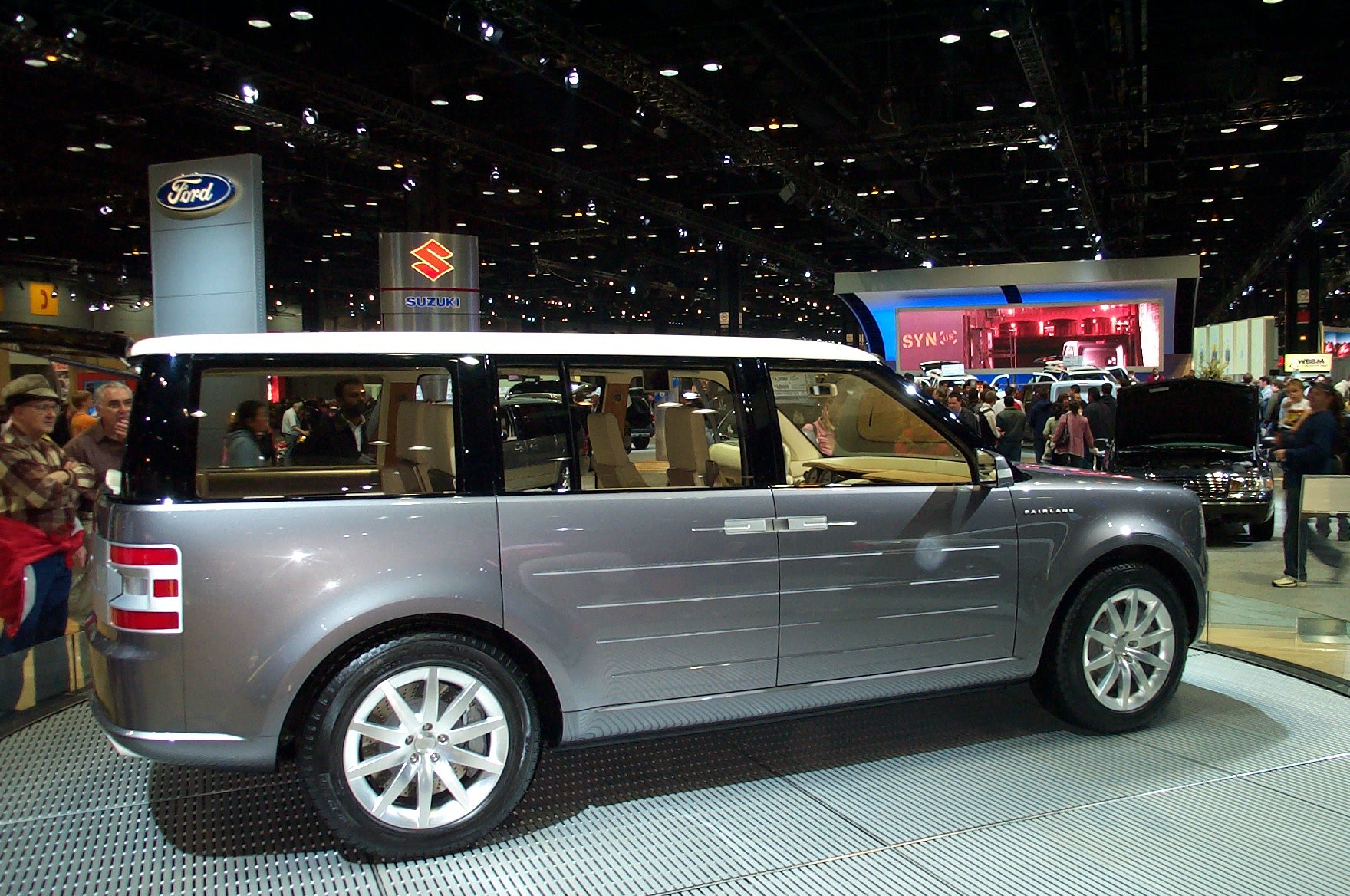
Ford Fairlane Concept

Im Jahr 2005 tauchte der Name Fairlane ein weiteres Mal in den USA auf. Diesmal für die Studie eines großen SUV. In Serie ging dieses Modell dann aber unter dem komplett neuen Namen Ford Flex.